# Монголски държавен университет
Монголският държавен университет (на монголски: Монгол Улсын Их Сургууль) е университет в Улан Батор, Монголия. Основан е през 1942 г. и е най-старото висше училище в страната. Има 5 главни факултета в Улан Батор, два филиала в Улястай и Ерденет и три академии от национално значение (монголистика, икономика и устойчиво развитие).
По времето на социализма университетът подготвя кадрите за партийния елит, а образованието е платено и строго контролирано от правителството. Първи ректор е Базарийн Ширендийб. След демократичните промени в Монголия заведението постепенно се превръща в съвременен университет. През 1995 г. започва да предлага бакалавърски, магистърски и докторски програми. Голяма част от висшите учебните заведения в страната водят началото си от факултетите и институтите към Монголския държавен университет.
Към 2018 г. в него учат около 18 хиляди студенти.